# Амурське міське поселення
Аму́рське міське поселення (рос. Амурское городское поселение) — міське поселення у складі Амурського району Хабаровського краю Росії.
Адміністративний центр та єдиний населений пункт — місто Амурськ.

## Населення
Населення сільського поселення становить 39046 осіб (2019; 42970 у 2010, 47759 у 2002).